# Unicorn (álbum)
Unicorn é o terceiro álbum de estúdio da banda britânica de folk psicodélico Tyrannosaurus Rex (mais tarde conhecida como T. Rex). Foi lançado em 16 de maio de 1969 pela Regal Zonophone Records e Blue Thumb Records, no Reino Unido e nos Estados Unidos, respectivamente. Foi o último álbum da banda com  o percussionista Steve Peregrin Took.
As gravações contaram com Marc Bolan nos vocais e nas guitarras, e Took na percussão, baixo elétrico e piano. A foto da contracapa apresenta a dupla cercada por livros que foram relevantes para a criação das composições presentes no álbum. Esses livros incluíam os trabalhos do poeta inglês William Blake, bem como fotografias das Fadas de Cottingley.
Unicorn foi o primeiro álbum da banda a ser lançado na América do Norte. No Reino Unido, alcançou a 12ª posição na tabela musical de álbuns.

## Recepção crítica
O sítio AllMusic elogiou a maioria das faixas dizendo: "'Cat Black' vem como um clássico perdido de (Phil) Spector, com (uma) percussão raivosa e um refrão positivamente crescente e sem palavras". O revisor ainda escreveu que algumas canções antecederam a transição da música acústica do Tyrannosaurus Rex para a música elétrica do T. Rex, e com esta observação, "você pode ouvir o futuro".

## Lista de faixas
Todas as faixas escritas e compostas por Marc Bolan. 
| Lado um |                                                                 |         |  |
| N.º     | Título                                                          | Duração |  |
| 1.      | "Chariots of Silk"                                              | 2:26    |  |
| 2.      | "'Pon a Hill"                                                   | 1:14    |  |
| 3.      | "The Seal of Seasons"                                           | 1:49    |  |
| 4.      | "The Throat of Winter"                                          | 1:59    |  |
| 5.      | "Cat Black (The Wizard's Hat)"                                  | 2:55    |  |
| 6.      | "Stones for Avalon"                                             | 1:37    |  |
| 7.      | "She Was Born to Be My Unicorn"                                 | 2:37    |  |
| 8.      | "Like a White Star, Tangled and Far, Tulip That's What You Are" | 3:49    |  |

| Lado dois |                                   |         |  |
| N.º       | Título                            | Duração |  |
| 1.        | "Warlord of the Royal Crocodiles" | 2:11    |  |
| 2.        | "Evenings of Damask"              | 2:26    |  |
| 3.        | "The Sea Beasts"                  | 2:26    |  |
| 4.        | "Iscariot"                        | 2:53    |  |
| 5.        | "Nijinsky Hind"                   | 2:20    |  |
| 6.        | "The Pilgrim's Tale"              | 2:07    |  |
| 7.        | "The Misty Coast of Albany"       | 1:43    |  |
| 8.        | "Romany Soup"                     | 5:40    |  |

## Ficha técnica
Tyrannosaurus Rex
- Marc Bolan – vocais principais, guitarras
- Steve Took – vocais de apoio, percussão, piano, baixo elétrico

Músicos adicionais
- John Peel – narração (em "Romany Soup")

Produção
- Tony Visconti – produção, piano